# Trinderup Hede
Trinderup Hede er et naturområde lidt øst for Mariager, der blandt andet er kendt for at være det sted, hvor Hvidstengruppen modtog sin første nedkastning af våben og sprængstoffer, hvilket skete natten mellem 11. og 12. marts 1943.
|  | Denne artikel om lokaliteten Trinderup Hede kan blive bedre, hvis der indsættes et (bedre) billede. Du kan hjælpe ved at afsøge Wikimedia Commons for et passende billede eller lægge et op på Wikimedia Commons med en af de tilladte licenser og indsætte det i artiklen. |

|  | Denne artikel kan blive bedre, hvis der indsættes geografiske koordinater Denne artikel omhandler et emne, som har en geografisk lokation. Du kan hjælpe ved at indsætte koordinater i wikidata. |